# Śródborze (gromada)
Śródborze – dawna gromada, czyli najmniejsza jednostka podziału terytorialnego Polskiej Rzeczypospolitej Ludowej w latach 1954–1972.
Gromady, z gromadzkimi radami narodowymi (GRN) jako organami władzy najniższego stopnia na wsi, funkcjonowały od reformy reorganizującej administrację wiejską przeprowadzonej jesienią 1954 do momentu ich zniesienia z dniem 1 stycznia 1973, tym samym wypierając organizację gminną w latach 1954–1972.
Gromadę Śródborze z siedzibą GRN w Śródborzu utworzono – jako jedną z 8759 gromad na obszarze Polski – w powiecie ciechanowskim w woj. warszawskim, na mocy uchwały nr VI/10/1/54 WRN w Warszawie z dnia 5 października 1954. W skład jednostki weszły obszary dotychczasowych gromad Dukt, Faustynowo, Juliszewo, Śródborze, Zalesie i Wólka Garwarska ze zniesionej gminy Młock w tymże powiecie. Dla gromady ustalono 13 członków gromadzkiej rady narodowej.
31 grudnia 1959 z gromady Śródborze wyłączono wsie Zalesie, Wólka Garwarska, Juliszewo, Faustynowo i Pieński Faustynowskie, włączając je do gromady Glinojeck w tymże powiecie, po czym gromadę Śródborze zniesiono a jej (pozostały) obszar włączono do gromady Ościsłowo tamże.